# غارهای بلوفیش
غارهای بلوفیش (انگلیسی: Bluefish Caves) یک مکان باستان‌شناختی در یوکان کانادا، واقع در ۵۴ کیلومتری (۳۴ مایلی) جنوب غربی سکونتگاه قوم گویچین اولد کرو است. از این غارها، استخوان فک اسب یوکان با رادیوکربن مربوط به ۲۴ هزار سال پیش از امروز یافت شده‌است که کهن‌تر از تاریخ پذیرفته شده برای استقرار انسان در قاره آمریکا است. در این منطقه سه غار کوچک وجود دارد.

## پیش‌زمینه
غارهای بلوفیش از قدیم نزد اقوام اولیه کانادا شناخته شده بود، اما توسط یک سفر ماهیگیری در سال ۱۹۷۶ و بعداً توسط محققان معروف شد. این کاوشگاه از سه غار کوچک تشکیل شده‌است که ابعاد آن‌ها از ۱۰ تا ۳۰ متر مکعب (۳۵۰ تا ۱۰۶۰ فوت مکعب) متغیر است. غار اول حاوی استخوان‌های حیوانات مختلف است که به نظر می‌رسد توسط شکارچیان به آنجا آورده شده‌اند، اما یافته‌های آثار کار با ابزار و برخی از خود ابزارها حاکی حضور انسان در این غارها است.
دشت اولد کرو، یکی دیگر از مناطق مهم حضور انسان اولیه، در حدود ۷۵ کیلومتری شمال شرق غارهای بلوفیش واقع شده‌است. کاوش غارهای بلوفیش توسط ژاک سینک-مارس، باستان‌شناس، بین سال‌های ۱۹۷۷ و ۱۹۸۷ انجام شد و قدمت اولیه رادیوکربن سن ۲۴۰۰۰ سال پیش از زمان کنونی را نشان داد. این موضوع بحث‌برانگیز تلقی می‌شد، زیرا برخلاف نظریه کلوویس-فرست، که به‌طور گسترده توسط دانشگاهیان در آن زمان پذیرفته شده بود، اولین تاریخ استقرار بشر در آمریکای شمالی حدود ۱۳۰۰۰ پیش از میلاد دانسته می‌شد.

## دیرینگی
بررسی غارهای بلوفیش در سال ۲۰۱۷ نشان داد که دیرینگی آن به ۲۴۰۰۰ سال می‌رسد، امری که از فرضیه «سکون برینگیا» پشتیبانی می‌کند. این فرضیه می‌گوید که نیاکان بومیان آمریکا، پیش از مهاجرت به قاره آمریکا، در جریان آخرین بیشینه یخچالی زمانی طولانی را در پناهگاه‌های خود در پل خاکی برینگیا در انزوا سر کرده‌اند. از سوی دیگر، یک مقاله بعدی، بر اساس اختلالاتی که در این مقاله ادعاشده، قدمت و زمینه فرهنگی بقایای جانوران این غارها را زیر سؤال برده‌است.